# 愛と沈黙
「愛と沈黙」（あいとちんもく）は、少年隊の22枚目のシングル。1998年8月26日発売。発売元はジャニーズ・エンタテイメント。

## 解説
KinKi Kidsの堂本光一が主演したドラマ『ハルモニア この愛の涯て』主題歌に使用され、前作「湾岸スキーヤー」に続くヒットを記録した。少年隊のメンバーが出演していないドラマで、少年隊の曲が使用されることは今作が初である。
CDTVでは11位まで浮上。シングルでは2024年現在最後のTOP20入り作品となっている。2013年7月3日にマキシシングル（JECN-0320）として再発売された。

## 収録曲
1. 愛と沈黙
  - 作詞：康珍化／作曲：中西圭三・小西貴雄／編曲:小西貴雄
  - ドラマ『ハルモニア この愛の涯て』主題歌
2. NIGHT WING
  - 作詞：松井五郎／作曲：馬飼野康二／編曲:船山基紀
3. 愛と沈黙-オリジナル・カラオケ
4. NIGHT WING-オリジナル・カラオケ